# Васкьой (замък)
Замъкът Васкьой (на фр. Château de Vascœuil) се намира в департамента Йор във Франция и в Средновековието е бил част от графство Лонгвил. Когато през 1694 г. последният граф дьо Лонгвил умира без да остави наследници, френският крал присъединява именията към своите лични владения.
В кулата на замъка някога се е намирал и кабинетът на известния френски историк Жул Мишле (1798-1874), който днес е превърнат в музей. Сегашните собственици на замъка, които го притежават от 1965 г., създават в него Център за изкуства, в който редовно се организират експозиции.